# Заворонежское (Мичуринский район)
Заворо́нежское — село в Мичуринском районе Тамбовской области России. 
Административный центр Заворонежского сельсовета.

## Население
| 1979 | 1989  | 2002  | 2010  | 2021  |
| ---- | ----- | ----- | ----- | ----- |
| 5968 | ↗6133 | ↘5815 | ↗6039 | ↗6235 |

Согласно результатам переписи 2002 года, в национальной структуре населения русские составляли 94 % от жителей.

## История
Слобода Заворонежская основана в 1636 году в двух верстах от Козлова при реках Лесной Воронеж и Серебрянка. Основали её казаки, под руководством гетмана Фомина.
В период проведения ревизской сказки 1719—1722 годов в слободе числилось 65 домов однодворцев, а населения вместе с приписными насчитывалось 330 душ мужского пола.
Население слободы быстро возрастало, и по документам третьей ревизской сказки 1762—1767 годов в Заворонежье числилось 137 домов однодворцев с населением 800 человек.
Со временем здесь появились грузчики, извозчики, приказчики, купцы, а с приходом в Козлов железной дороги — и железнодорожные служащие.
Основным занятием населения было земледелие. В селе имелась церковь.
В первые годы 20 века в слободе действовали земская и церковно-приходская школы, церковно-приходское попечительство, а также товарищество мелкого кредита.
Перед революцией 1917 года в Заворонежской слободе проживало 3887 человек.
В 1930-е годы заворонежская слобода переименована в село Заворонежское.
За годы советской власти здесь появились: суд, больница, две библиотеки, Дом культуры, а также сельсовет, АО «Рубин», хлебозавод, лесничество, филиал «Тамбовавтодор», предприятие «Быт», ветеринарные учреждения, отделения почты и электросвязи, средняя школа, детский дом

## Памятники

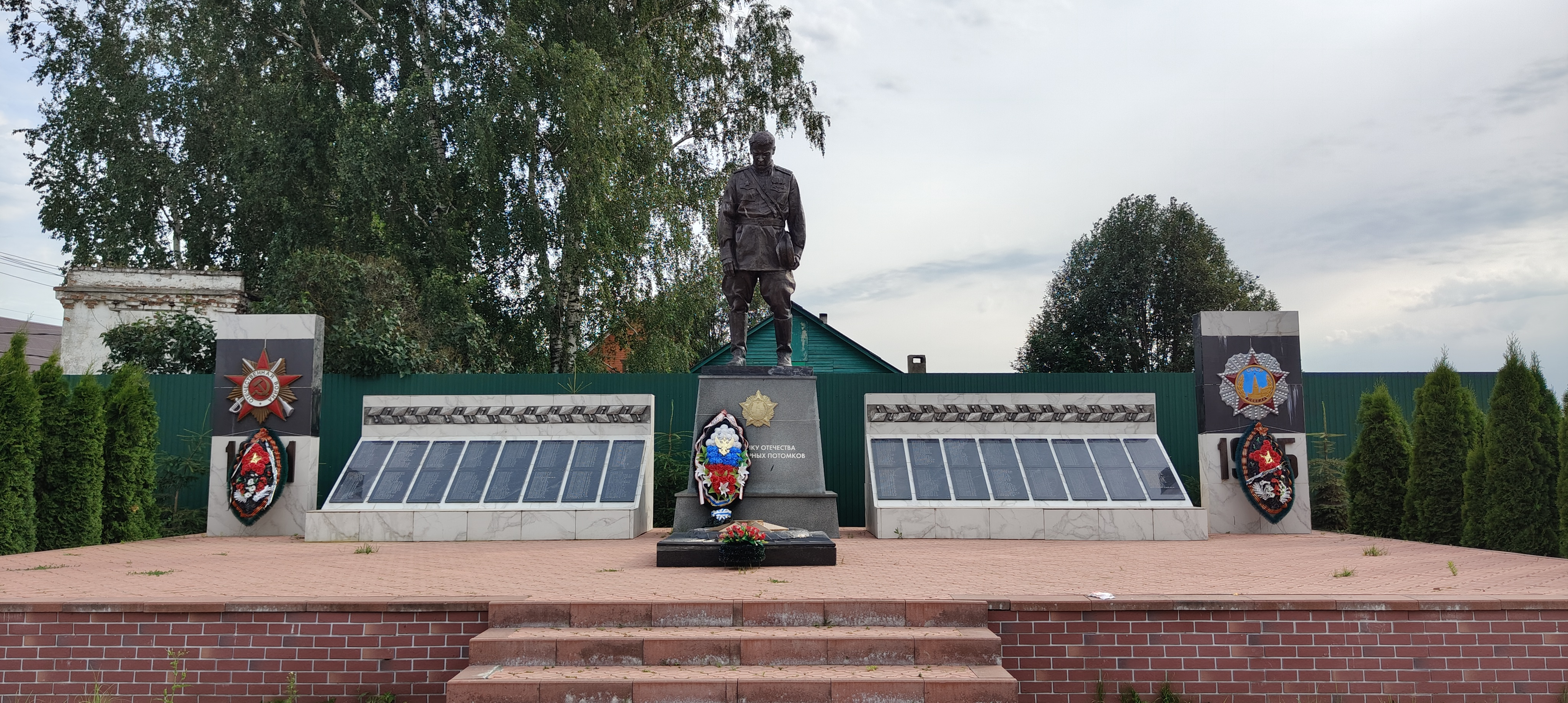
Скульптурная композиция Советскому Солдату в с. Заворонежское

## Известные люди
В начале XX века в Заворонежской слободе служил священник Феодор Ивановский, будущий епископ Владимирский Хрисогон.
Здесь родился журналист и писатель Виктор Кострикин. Этим местам он посвятил книгу «Слобода моя, заречная» (2012).